# Хуторский сельсовет (Беларусь)
Хуторский сельсовет — упразднённая административная единица на территории Червенского района Минской области Республики Беларусь.

## Состав
Хуторский сельсовет включал 26 населённых пунктов:
- Анаполье — деревня.
- Барсуки — деревня.
- Буйное — деревня.
- Ведрица — деревня.
- Городище — деревня.
- Карпиловка — деревня.
- Красная Смена — деревня.
- Луница — деревня.
- Межонка — деревня.
- Новая Нива — деревня.
- Омело — деревня.
- Падар — деревня.
- Подсосное — деревня.
- Ратное — деревня.
- Старый Пруд — деревня.
- Хутор — деревня.
- Юровичи — деревня.
- Барановка — деревня.
- Большая Ганута — деревня.
- Малая Ганута — деревня.
- Матусовка — деревня.
- Осово — деревня.
- Петровка — деревня.
- Подосиновка — деревня.
- Подрубеж — деревня.
- Полянка — деревня.